# Malgasia madecassa
Malgasia madecassa är en insektsart som beskrevs av Lucien Chopard 1951. Malgasia madecassa ingår i släktet Malgasia och familjen Mogoplistidae. Inga underarter finns listade i Catalogue of Life.